# Paavo Haavikko
Paavo Juhani Haavikko (Helsinki, 25 gennaio 1931 – Helsinki, 6 ottobre 2008) è stato un poeta e drammaturgo finlandese.
Vincitore del Neustadt International Prize for Literature nel 1984 - primo finlandese e primo scandinavo - e nel 1993 dello Svenska Akademiens nordiska pris - secondo autore finlandese. Dal 1967 al 1983 è stato direttore letterario dell'Otava - una delle principali case editrici finlandesi